# Much Birch
Much Birch – wieś w Anglii, w hrabstwie Herefordshire. Leży 10 km na południe od miasta Hereford i 186 km na zachód od Londynu.